# Boeing 777X
Boeing 777X — широкофюзеляжный двухдвигательный пассажирский самолёт производства корпорации «Боинг» (Boeing), спроектированный на основе Boeing 777. 
Boeing 777X отличается от Boeing 777 новыми двигателями General Electric GE9X, композитным крылом со складывающимися законцовками, вместительностью и технологиями. Boeing 777X был представлен в ноябре 2013 в двух вариантах: 777-8 и 777-9. 777-8 имеет вместимость 384 пассажира и дальность полета 16 170 км, а 777-9 — 426 пассажиров и дальность 13 500 км. 
Первый полет Boeing 777X состоялся 25 января 2020. 
Производство планируется начать в 2026 году.

## История
В 2011 году «Боинг» официально объявил о запуске программы 777X.
В 2015 году лайнеры получили обозначения 8 и 9. 
В 2017 году началась постройка первого 777-9, а уже в марте 2019 года была проведена скромная церемония выкатки первого самолёта 777Х, так как в марте того же года лайнеры 737 МАХ остались стоять на земле.
В сентябре 2019 года у первого прототипа Boeing 777X лопнул фюзеляж и сборка самолёта сдвинулась ещё на полгода.
Откладывание первого полета
Первый полёт Boeing 777X откладывали несколько раз. Полёт должен был быть совершен в сентябре 2019 года, но проблемы с двигателями и лопнувшим корпусом не позволили это совершить.
Полет Boeing 777X перенесли на 24 января 2020 года. Но в тот день погодные условия превышали нормы для испытания и полет перенесли на 25 января. В этот день самолёт Boeing 777X модификации 9 впервые поднялся в воздух.
30 апреля в воздух поднялся второй летный экземпляр 777X-9 с бортовым номером WH002, 
а 3 августa взлетел третий лайнер. 
Всего в испытаниях должны принять участия 6 лайнеров 777X. Четыре самолёта варианта 9 и два модификации 8.
12 июля 2024 года Boeing начал сертификационные лётные испытания модели 777-9 с представителями авиационного регулятора FAA США на борту. В мае 2024 года глава авиакомпании Emirates заявил, что не ожидает завершения сертификации самолёта до первого квартала 2025 года.

## Конструкция

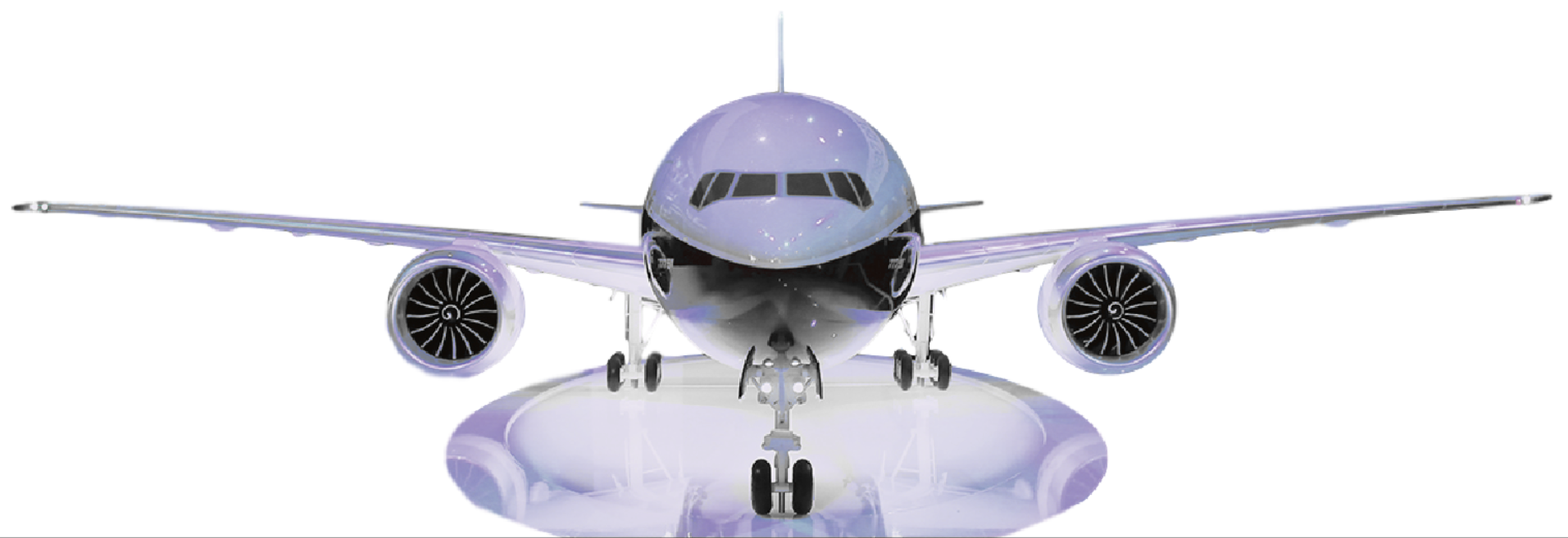
Модель в феврале 2014 на авиашоу в Сингапуре

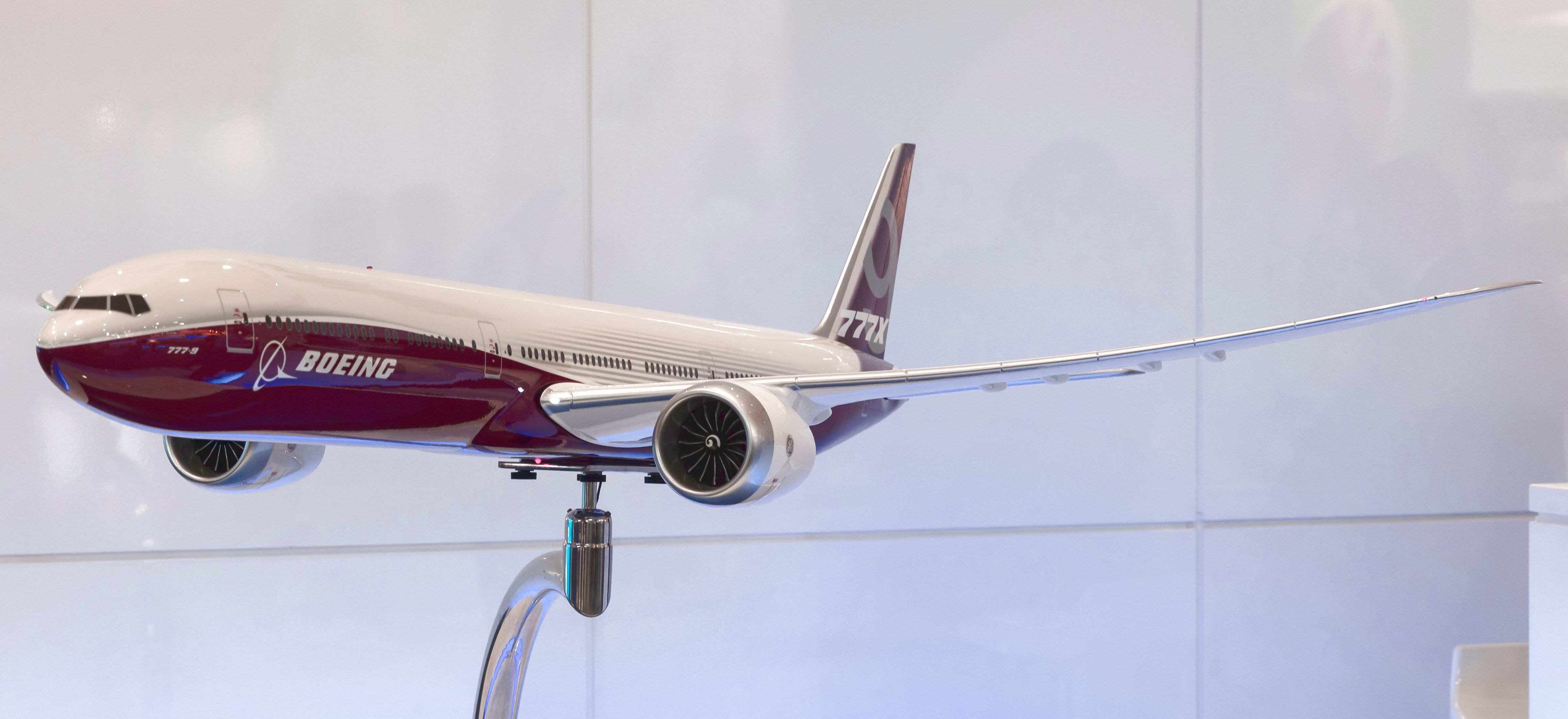
Модель представленная в апреле 2018

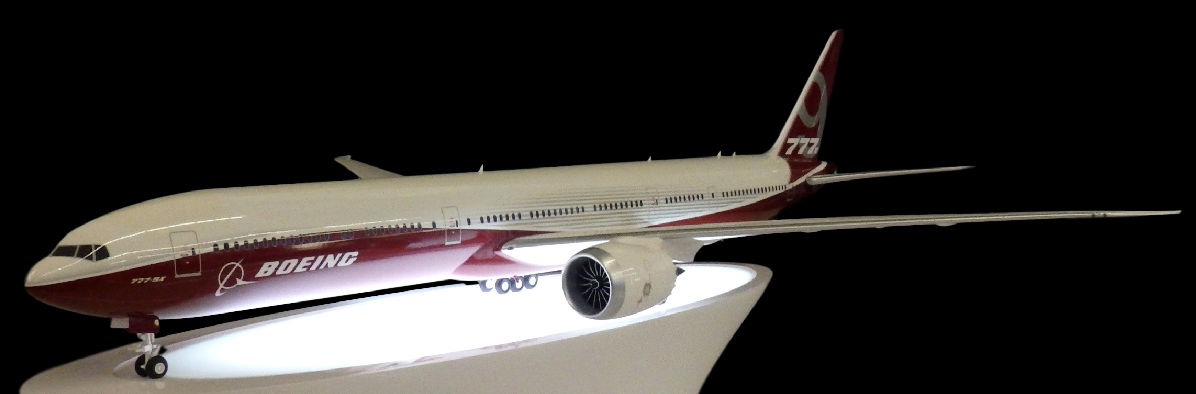
777-9 на 2,9 м длиннее Boeing 777-300

### Крыло
Boeing 777X получил более длинное (по сравнению с обычным 777) композитное крыло со складывающимися законцовками. В гражданской авиации такое решение рассматривалось только для КР-860.
Длина складных законцовок крыла 777X равна 3,5 м. Они имеют электропривод складывания. Механизм был продемонстрирован для Aviation Week на заводе Boeing Everett в октябре 2016 года; складывание законцовок занимает 20 секунд.

### Интерьер
Ширина салона увеличена с 587 до 597 см (по сравнению с текущим Б-777) благодаря более тонким стенам кабины и улучшенной изоляции, что позволяет использовать сиденья шириной 46 см. Boeing 777X будет иметь детали дизайна салона, которые были впервые представлены на Boeing 787 Dreamliner: большие иллюминаторы, более высокие потолки, бо́льшая влажность и большее давление в салоне (соответствующее 1800 м над уровнем моря). Салон похож на салон Boeing 787 с большими мониторами и сенсорными экранами, которые заменят пульты управления мониторами. 
Вместо шторок иллюминатора будут кнопки, управляющие затемнением иллюминаторов.

### Двигатели
General Electric GE9X (самые крупные и самые мощные в истории авиации турбовентиляторные двигатели), ими будут оснащаться все три модели. 
Rolls-Royce и Pratt & Whitney предлагали свои варианты двигателей, RB3025 и PW1000G соответственно, однако в марте 2013 года «Боинг» объявил, что заключил эксклюзивный контракт на поставку двигателей для этих моделей с General Electric.
В ответ на обеспокоенность о недостаточной энерговооружённости Boeing 777X со стороны потенциальных клиентов (особенно Emirates) General Electric пересмотрела технические характеристики новых двигателей, увеличив тягу с 450 до 470 кН, а диаметр вентилятора — с 325 до 335 см, что сделало его самым большим в мире.

### Эффективность
Для бо́льшей модификации Boeing 777-9 новые двигатели должны уменьшить расход топлива на 10 %, а удлинённые карбоновые крылья уменьшат расход ещё на 7 %. Поскольку 4—5 % экономии топлива теряется из-за тяжелой базовой конструкции крупного авиалайнера на 12 тонн, чистый прирост эффективности расхода топлива находится на уровне 12-13 %. Десять сидений в ряду вместо девяти с более длинным фюзеляжем позволяют снизить удельный расход топлива на 20 % по сравнению с 365-местным Boeing 777-300ER. 
355-местный 777-8 с большей дальностью должен иметь сниженный на 13 % расход топлива с учётом того, что он на 10 мест меньше, чем 777-300ER.
Максимальная взлетная масса B777X рассчитана на 351,5 тонн, как у 777-300ER, но Boeing надеется, что в новом лайнере запас будет не менее 4,5 т. «Боинг» заявляет, что 777-8 будет на 4 % экономичнее, чем A350-1000, в то время как 777-9 будет на 12 % экономичнее Airbus A350-1000.

## Варианты

### 777-8
777-8 является сокращённой версией 777-9. Имеет бо́льшую длину, чем у предшественника 777-200 (69,8 метров против 63,7), но меньшую, чем у 777-300 (73,9 м). Стандартная модель вмещает 365 пассажиров, дальность её полёта 16 090 км. Должен обойти 777-200LR и соревноваться с Airbus A350-1000. Производство 777-8 планируется начать к 2030 году.

### 777-9

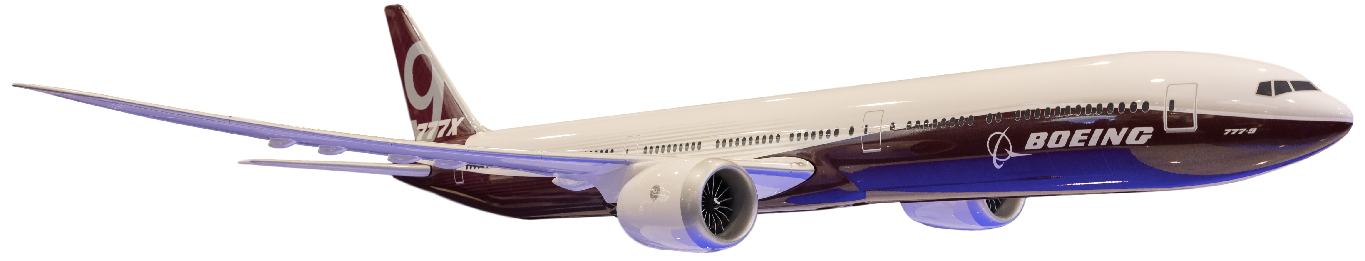
777-9 вмещает 414 пассажиров

777-9 имеет три дополнительных ряда сидений и пролетает на 460 км дальше, чем его предшественник Boeing 777-300ER с тем же весом. 777-9 на 2,8 м длиннее, чем −300ER (длина 777-9 — 76,7 м, длина −300ER равна 73,9 м). По оценкам Avitas, цена одного Boeing 777-9X равна примерно 200 миллионам долларов.

### 777-10
Boeing решил увеличить модель 777-9 на четыре ряда сидений, чтобы разместить 450 пассажиров в новом варианте Boeing 777-10X и конкурировать с самым большим в мире самолётом Airbus A380, однако пока официально модель не анонсирована.
На 2024 год модификация находится в разработке.

### 777XF
Грузовой самолёт третьего поколения. Скорее всего этот вариант будет создан на основе 777-8, так же как 777-F был создан на базе 777-200.
На авиасалоне Ле-Бурже в 2019 году авиакомпания Qatar Airways заявила, что хочет в третьем поколении лайнеров 777Х видеть грузовой вариант.
Тем не менее модель 777-ХF официально не анонсирована.

## Заказы
| Дата заказа     | Заказчик                | -8         | -9  | Итого             |
| --------------- | ----------------------- | ---------- | --- | ----------------- |
| 17 Ноября 2013  | Lufthansa               | -          | 20  | 20                |
| 17 Ноября 2013  | Etihad Airways          | 8          | 17  | 25 (to drop to 6) |
| 20 Декабря 2013 | Cathay Pacific          | -          | 21  | 21                |
| 8 Июля 2014     | Emirates                | 35         | 115 | 150               |
| 16 Июля 2014    | Qatar Airways           | 10         | 50  | 60                |
| 31 Июля 2014    | All Nippon Airways      | -          | 20  | 20                |
| 4 Июня 2015     | Неизвестный заказчик(и) | Неизвестно | 10  | 10                |
| 23 Июня 2017    | Singapore Airlines      | -          | 20  | 20                |
| 28 Февраля 2019 | British Airways         | Неизвестно | 18  | 18                |
| Итого           | Итого                   | 53         | 291 | 344               |

## Производство
Когда компания General Electric собирала двигатель GE9X[когда?], в компрессоре были найдены ошибки; этот фактор сдвинул поставки лайнеров Boeing 777X.
Перенос производства
Из-за пандемии коронавируса проект растягивался долго. Сначала планировали ввести самолёты в эксплуатацию в мае 2020 года, но этого не получилось.
Далее, планы по производству сдвинулись на 2022 год.
В самом конце 2020 года стало известно, что из-за пандемии коронавируса производство лайнеров откладывается вплоть до 2023 года.
Авиакомпания Emirates заявила, что первых поставок лайнера не следует ожидать до 2024 года, а многие авиакомпании уже не получат эти самолёты в назначенные сроки.
В апреле 2022 года стало известно, что из-за двух катастроф лайнеров Boeing 737 MAX Boeing отказал в быстрой сертификации 777X, из-за чего сертификация отложена на 2025 год, а первые поставки намечены на конец 2025 года.

## Характеристики
| Экипаж                      | 2                    | 2                     |               |  |  |                        |             |                     |                     |              |  |  |
| Seating, 2-class            | 365                  | 414 (42J + 372Y)      |               |  |  |                        |             |                     |                     |              |  |  |
| Seating, 3-class            |                      | 349 (8F + 49J + 292Y) |               |  |  |                        |             |                     |                     |              |  |  |
| Lower deck LD-3             |                      | 48: 26 fwd + 22 aft   |               |  |  |                        |             |                     |                     |              |  |  |
| Cargo capacity              |                      |                       |               |  |  |                        |             |                     |                     |              |  |  |
| Длина                       | 229 ft 0 in (69.8 m) | 251 ft 9 in (76.7 m)  |               |  |  |                        |             |                     |                     |              |  |  |
| Размах крыла                | 235 ft 5 in (71.8 m) | 235 ft 5 in (71.8 m)  | Площадь крыла |  |  | 5 025 sq ft (466,8 м2) | Высота киля | 64 ft 0 in (19.5 m) | 64 ft 7 in (19.7 m) | Width, cabin |  |  |
| Ширина кресла               | 46 см                | 46 см                 |               |  |  |                        |             |                     |                     |              |  |  |
| Максимальная взлётная масса |                      |                       |               |  |  |                        |             |                     |                     |              |  |  |
| Max. Payload                |                      |                       |               |  |  |                        |             |                     |                     |              |  |  |
| OEW                         |                      |                       |               |  |  |                        |             |                     |                     |              |  |  |
| Вместимость топливных баков |                      |                       |               |  |  |                        |             |                     |                     |              |  |  |
| Дальность полёта            | 16 090 км            | 13 940 км             |               |  |  |                        |             |                     |                     |              |  |  |
| Двигатели (× 2)             |                      |                       |               |  |  |                        |             |                     |                     |              |  |  |
| Тяга (× 2)                  |                      |                       |               |  |  |                        |             |                     |                     |              |  |  |